# 蟬しぐれ
『蟬しぐれ』（せみしぐれ）は、藤沢周平による日本の長篇時代小説。藤沢作品の中でも代表的な小説のひとつである。『山形新聞』夕刊に1986年（昭和61年）7月9日から1987年（昭和62年）4月11日まで連載、文藝春秋より1988年（昭和63年）5月11日に刊行された。
2003年（平成15年）にNHK「金曜時代劇」にてテレビドラマ化、2005年（平成17年）に東宝により映画化された。また、1994年（平成6年）に宝塚歌劇団により舞台化されて以降、大阪松竹座、明治座にて舞台化されている。

## 概要
海坂藩を舞台に、政変に巻きこまれて父を失い、家禄を減らされた少年牧文四郎の成長や、彼を慕う武家の娘との淡い恋を描く。そして、物語の節目節目に、蝉しぐれが鳴り響く。
藤沢文学の香り高い情景を余すところなく盛り込んだ名作。
初出は冒頭に記述のように、1986年（昭和61年）7月9日に連載を開始した「山形新聞夕刊」とされる。挿絵を山本甚作が描いた。正確な初出には異論があり、「秋田魁新報朝刊」には「1986年7月9日」よりも「9日」早く、「1986年6月30日」に連載がスタートしているという。全国12紙には学芸通信社が配信し、連載された。
単行本は1988年（昭和63年）5月に文藝春秋から、文庫には同社の文春文庫に1991年（平成3年）7月に収録された（ISBN 4-16-719225-X）。映画化された2005年（平成17年）1月末現在の発表によれば、同時点で単行本・文庫本トータル発行部数は120万部を超えている。2002（平成14年）度、光村図書発行の中学3年生用国語教科書に採用された。
下記のように、テレビドラマ、映画、演劇と多く翻案されている。

## 執筆時の所感
著者の藤沢は「蝉しぐれ執筆時、書いても全く面白くならず苦痛であった、またその思いが読者に伝わったのか、ファンレターも一通も来なかった、しかし、それが一冊の本となった時、読み応えのある作品になったことが、新聞小説の不思議である」と記している。

## あらすじ
15歳の牧文四郎は、市中の剣術道場と学塾に通い、親友である小和田逸平や島崎与之助との友好を温めながら、隣家の娘小柳ふくに淡い恋心を抱いている。そんな平凡な日々がおだやかに過ぎてゆく中、父である助左衛門が、お世継ぎをめぐる政争にまきこまれて突然切腹させられる。残された文四郎は家禄を28石から7石に減らされた上、母、登世と共に普請組屋敷から葺屋町の長屋に移される。また、ふくは藩主の正室に奉公するために江戸に向かう。旅立つ直前、ふくは文四郎に会いに来たが、結局会うことはかなわない。
罪人の子とさげすまれる中で、文四郎は鬱屈した気持ちを剣術修行にぶつけ、めきめきと腕が上達する。そして、松川道場との対抗試合で勝利した結果、師である石栗弥左衛門が考案した秘剣村雨を、唯一の伝承者である加治織部正を通して伝授される。
その頃、与之介が文四郎に、ふくは藩主の手が着いて側室お福となったこと、子を身ごもったが流産したこと、それが側室おふねの陰謀らしいことを語る。その後、学問を修めるために江戸に向かった与之介は、ふくが藩主の寵愛を失ったと手紙で知らせてくる。
文四郎が秘剣村雨を伝授された前の年、家老の里村に呼ばれ、家禄を28石に戻し、郡奉行支配となる旨を告げられる。20歳の時には、正式に郷村出役（でやく）見習いに任じられ、岡崎せつを妻に迎える。
その後、里村家老と、里村が属する派閥の領袖である稲垣に、欅御殿に潜むふくの息子を里村の屋敷に連れてくるようにとの密命を受ける。ふくは藩主の寵愛を失って暇を出されたはずだったが、それはおふね一派に対する偽装工作であり、ふくは藩主の子を宿していたのである。罠の臭いを感じた文四郎は、逸平や剣術の友である布施と共に欅御殿を訪れ、ふくに事の次第を説明して、共に稲垣派と対立する横山家老の屋敷に脱出するように願う。その時、稲垣派の襲撃隊が屋敷を襲ってくる。襲撃隊を退けた文四郎は、ふく親子と共に横山家老の屋敷に向かうが、稲垣派の警戒が厳しかったため、急遽加治織部正を頼ることにする。その結果、横山派が稲垣派を押さえて藩政の実権を握ることになる。この時の功績により、また父助左衛門の過去の功績が認められ、文四郎は30石が加増される。
それから20数年後、ふくを寵愛した藩主が亡くなって1年近くたったある日、助左衛門の名を受け継ぎ郡奉行となっていた文四郎は、突然ふくから呼び出しを受ける。そして、懐かしく言葉を交わした後、二人は肌を合わせる。この後出家するというふくと別れた後、後悔と満足の入り交じった思いを抱きながら、耳を聾するばかりの蝉しぐれが響く中、文四郎は馬を駆けさせる。

## 登場人物

### 主人公
牧文四郎
牧助左衛門の一人息子。ただし実子ではなく、助左衛門の妻登世の実家である服部家からの養子。物語開始時15歳。
16歳の時、藩の政争に関与していた父が切腹させられ、家禄を28石から7石に減らされて、普請組屋敷から葺屋町の長屋に移された。
17歳の秋、番頭の藤井宗蔵が烏帽子親となって元服し、重好（しげよし）と名乗った。
18歳の正月に、道場の席次が5位となる。同年3月、里村家老の屋敷に呼ばれ、家禄を28石に戻した上、郡奉行支配となる旨を告げられた。この時点では葺屋町の長屋からは引っ越さず、郷方組屋敷に移ったのは同じ年の12月だった。同年の秋、松川道場との対抗奉納試合で興津新之丞に2勝1敗で勝利し、石栗弥左衛門が考案した秘剣村雨を、唯一の伝承者である加治織部正を通して伝授されることとなった。
20歳の正月、正式に郷村出役（でやく）見習いに任じられて、城の郡代屋敷に出仕するようになった。同年2月、岡崎せつと結婚。
21歳の時、里村家老に呼び出され、里村が属する派閥の領袖である元中老の稲垣と里村に、欅御殿に潜むふくの息子を里村の屋敷に連れてくるようにとの密命を受ける。罠の臭いを感じた文四郎は、逸平と布施と共に欅御殿を訪れ、ふくに事の次第を説明して、共に稲垣派と対立する横山家老の屋敷に脱出するように願う。その時、村上七郎右衛門が率いる稲垣派の襲撃隊が屋敷を襲ってきた。襲撃隊を退けた文四郎は、ふく親子を一時避難させていた金井村村役人藤次郎宅から、横山の屋敷に向かったが、稲垣派の警戒が厳しかったため、急遽加治織部正を頼ることにした。その結果、横山派が稲垣派を押さえて実権を握ることになる（以下、本稿ではこの事件を「欅御殿事件」と呼ぶこととする）。この時の功績により、また父助左衛門の過去の功績が認められ、30石が加増された。
欅御殿事件から20数年後、助左衛門の名を受け継ぎ、郡奉行となっていた文四郎は、突然ふくから呼び出しを受ける。

### ヒロイン
小柳ふく／お福
牧家の隣家である小柳甚兵衛の娘。文四郎の3歳年下で、物語開始時12歳。
13歳の時、藩主正室の寧姫に仕えるため、江戸に向かった。その直前に牧家を訪ねてきたが、文四郎とは会うことができなかった。
15歳の時、藩主の手が付いて側室となった。すぐに子を身ごもったが、この時は流産してしまう。それについて与之助は、側室おふねの陰謀だという噂があると文四郎に語った。また、その後送られてきた与之助の手紙には、江戸藩邸でにわかにふくの評判が悪化し、藩主の寵愛を失ったという噂について触れてあった。
17歳の時、暇を出されて、藩主の親族である旗本屋代家に預けられた。しかし、その後密かに国元に送られ、藩主の持ち物である金井村の欅御殿に移された。その時、藩主の子を宿しており（すなわち、藩主の寵愛を失ったというのは、おふね一派に対する偽装工作だった）、その年の夏に男児を出産した（この子は早くして大身旗本の家に養子に出されることになる）。
欅御殿事件では、一時避難した藤次郎宅から加治織部正の屋敷まで、文四郎に連れられて逃避行をした。事件の後、側室おまんに代わって城奥の支配者となり、文四郎と直接会うことは長らく無かった。しかし、20数年後、側室として仕えた前藩主が亡くなり、その一周忌を前にして白蓮院の尼になることを決めた。そして、その前に文四郎に会いたいと手紙を送る。

### 家族
牧助左衛門
文四郎の父。28石2人扶持で、普請組に勤める。文四郎は服部家からの養子のため、血のつながりはないが、母よりも父に親しみを覚え、また尊敬している。
文四郎が15歳の時、嵐で五間川が氾濫しそうになって、外出中の助左衛門の代わりに駆けつけたことがある。遅れて到着した助左衛門は、金井村の田がつぶれるのを防ぐために、堤防の切開の場所を上流に変更するよう、指揮を執っていた相羽惣六に進言した。金井村の人々はそのときのことを感謝しており、後に助左衛門が反逆罪で捕らえられた時には、堤防切開工事に一緒に参加した青畑村の人々と共に、助命嘆願書を提出した。
横山派と稲垣派との政争では横山派に加わり、特に村々を回って村方に横山派を作り上げる働きをしていた。しかし、文四郎が16歳の年の夏、横山派が稲垣派に敗れ、一統12名と共に藩に対する反逆の罪で切腹させられる。切腹前日、面会を赦された文四郎に、父を恥じてはならぬ、そして母を頼むと言い残した。
牧登世
文四郎の母。元々は文四郎の実父の妹であり（すなわち叔母）、助左衛門との間には子が生まれなかったため、文四郎を養子に迎えた。万事に堅苦しいところがある。
ふくの母親のことは嫌っていたが、ふく本人に対しては良い感情を持っていた。また、文四郎の親友たちについては、少しがさつなところがある逸平のことは苦手にしていたが、秀才の与之助のことは高く評価していた。
服部市左衛門
文四郎の実兄で、実家の当主。120石で右筆を勤める。文四郎16歳の時に34歳であり、その年齢差の他、厳しい物言いも相まって、文四郎にとっては兄というよりも父のような圧迫感を受ける存在。しかし、決して冷酷ではなく、末弟である文四郎のことは心底心配している。
助左衛門が捕らえられてからは、情報収集をしたり、葬儀の手配をしたりと、本家筋のような働きをしてくれた。
牧家の家禄が復旧し、文四郎が郡奉行支配になった時には、20歳になって正式に郷方回りとして出仕するまでの間、後見を務めた。
岡崎せつ／牧せつ
文四郎が20歳の時に迎えた妻。25石青苧蔵に勤める岡崎亀次の次女。無口だが父母を大切にするところを登世が気に入って、縁談がまとまった。後に1男1女を産んだ。
文四郎の子どもたち
欅御殿事件の二十数年後、文四郎とせつには息子と娘が1人ずついる。息子は20歳で小姓組見習いとして出仕しており、娘も間もなく嫁にやる年頃である。名は不明。

### 親友
小和田逸平
物語開始時16歳で、文四郎の1歳年上。10歳の時に父を亡くして100石の家を継いでいる。17歳の春に小姓組として出仕した。
文四郎の父が刑死して、世間が文四郎と登世を白眼視する中でも、変わらぬ友情を示し続けた。
出仕後すぐに嫁をもらうつもりだったがなかなか見つからず、2年たってようやく御勘定目付の娘である池内琴代との婚約が整って、翌年の春に結婚した。
欅御殿事件では、布施と共に文四郎に同道。文四郎たちが刺客を食い止めている間に、ふく親子と侍女おみちを藤次郎宅まで護衛した。その功績により後に5石を加増された。
物語終盤（欅御殿事件の20数年後）には、御書院目付となっており、21歳で嫡男が誕生して以来、全部で8人の子が生まれた。
島崎与之助
文四郎と同い年。郷方廻りの次男。剣の腕はさっぱりだが、居駒塾では始まって以来の秀才と呼ばれ、時には師に代わって論語を講義することもあった。15歳の秋に、江戸の葛西塾で学ぶために海坂を離れた。
江戸に行った3年後、師の葛西蘭堂の供として海坂藩に初めて一時帰国して、藩校三省館での特別講義の一部を担当した。それが評価され、これ以降は江戸での留学費用は藩が負担してくれるようになった。また、この時、文四郎はふくの江戸藩邸での様子を知らせてくれた与之助にだけ、ふくに対する複雑な気持ちを吐露した。
20歳の時、江戸での学業を終えて帰国。藩校で助教となる。このときも、ふくが密かに帰国して欅御殿にかくまわれ、しかも妊娠しているという情報を文四郎にもたらした。
欅御殿事件の後、文四郎に刺客が放たれたという話を盗み聞きし、逸平を通じて文四郎に警告した。
物語終盤には、藩校の教授となっており、数年後には学監になるだろうと言われている。

### 石栗道場
石栗弥左衛門
文四郎たちが通った、鍛治町にある空鈍流の剣術道場の主。初登場時71歳。
74歳の高齢でも、扇子一本で文四郎の木刀の打ち込みを何度も受け止める力を持っていたが、欅御殿事件の頃（77歳）には、さすがにかなり耄碌してきたと記されている。
佐竹金十郎
師範代。10石足らずの御馬乗り役の身分だが、道場では敵する者なき遣い手。努力家だけに他者に求めるものも厳しく、後輩たちに過酷な稽古を付けるために恐れられている。
文四郎が20歳になった年、役付きになって多忙となり、師範代を辞した。
丸岡俊作
席次2位の高弟。助左衛門が刑死した後も、文四郎に対する態度は変わらなかった。
佐竹が師範代を辞した後、その後任となった。
大橋市之進
席次3位の高弟。120石の家の部屋住みで、なかなか婿の口がかからない。助左衛門が刑死した後は、文四郎に対してねちねちと意地悪い態度を取るようになった。
犬飼兵馬にひどく叩きのめされたのがきっかけで、婿の口がかかったという言い訳をして道場を辞めたが、兵馬が死んでから再び戻ってきた。
塚原甚之助
席次4位の高弟。いい技を持っているが、気魄に欠けるところがある。
矢田作之丞
席次5位の高弟。温厚な性格。城では御納戸勤め。文四郎の父と同様、横山派に与し、反逆者として切腹させられる。
杉内道蔵
郷方回りの子で、文四郎の2歳年下の後輩。文四郎が父の遺骸を運ぶ際、手伝ってくれた。その後、道場で文四郎に対する態度が変わらない数名の中の1人である。
犬飼兵馬
300石を賜る父親が、江戸の御留守居役から国勤めの御使番に代わり、文四郎の父が刑死した頃に入門した。表情が読みにくく、癖のある剣を遣う。一風変わった性行をしており、他人を馬鹿にしたような態度を取るため他の門弟たちからは嫌われている。
文四郎のことは好敵手と認めたようで、よく稽古試合を挑んでくるようになった。兵馬の荒っぽい挑戦に、文四郎も父を亡くした後の荒れた気持ちを引き出され、丸岡が「お前たちのは試合ではなく喧嘩だ」と叱るほどの、激しい稽古試合を繰り返した。
欅御殿襲撃隊の一員に加わり、文四郎と対決するも斬殺された。

### 小野道場
小野喜玄
無外流の道場主。石栗道場と松川道場の対抗奉納試合では審判を務めた。
布施鶴之助
矢田淑江の実弟。義兄である矢田作之丞のことを尊敬している。矢田の死後、姉の元に足繁く通っている野瀬郁之進に向かって刀を抜いたところを、文四郎が仲裁し、それ以来仲良くなった。
文四郎が松川道場との対抗試合で興津新之丞と対戦することを知り、石川惣六と共に興津の太刀筋の確認をしてくれた。
欅御殿事件では、文四郎の求めに応じ、助っ人に加わった。その恩賞について横山家老に意見を求められた文四郎は、矢田の家を再興させて布施に跡を継がせてはどうかと提案した。横山はその提案に好意的だったが、実現したかどうかは不明。
石川惣六（そうろく）
松川道場の興津新之丞と対戦したことがあるため、布施鶴之助と共に文四郎の興津対策の工夫に付き合ってくれた。
三宅藤右衛門
師範代。一時は石栗道場の佐竹もかなうまいというほどの剣名を挙げた。米倉の役人をしている。
欅御殿事件の後、秘剣であるはずの村雨の名を知っており、文四郎を驚かせた。
追放処分となった里村左内の命によって文四郎に対する刺客となり、横山家老の元を訪れた帰りの文四郎を襲撃したが、文四郎に返り討ちにされた。

### 松川道場
山根清治郎
230石の御徒頭の嫡男。文四郎より2歳年上。居駒塾では与之助と成績を争ったが、差を付けられて辞めてしまった。剣術では松川道場で頭角を現しつつある。高慢な性格で、取り巻きたちと一緒に与之助を痛めつけたり、父が刑死した文四郎をさげすんだりした。
文四郎17歳の時の、石栗・松川両道場の対抗奉納試合では、文四郎と対戦して敗れた。
興津新之丞（おきつしんのじょう）
松川道場でも実力者の1人。石栗道場との対抗奉納試合では、実力4位の塚原を破った。その翌年（文四郎18歳）の奉納試合では文四郎と対戦して敗れた。文四郎はこの勝利により、秘剣村雨を伝授されることとなった。
欅御殿事件の後、よく小野道場に出稽古に来るようになった。たまたま小野道場を訪問した文四郎と1本勝負で再戦し、その際には勝利した（もっとも、文四郎は秘剣村雨を使わなかったし、次に対戦した時には負けない自信を持ったが）。この時、文四郎は、興津が失脚した元筆頭家老の里村が放った刺客かもしれないと考えた。

### 藩主家
藩主
正室の奥女中であったふくに手を付け、側室として寵愛した。ふくが側室おふねの一派によって危険にさらされると、ふくは寵愛を失って暇を出されて、屋代家にお預けとなったという偽の情報を流し、密かにふくを国元に戻して欅御殿に匿った。その際、磯貝、北村という剣客を護衛に付け、おみちにふくの身の回りの世話をさせた。
ふくとの間にできた最初の子は流産したが、2人目の男児は欅御殿で無事誕生した。欅御殿事件の後、この男児を大身旗本家の養子とした。
参勤交代は5月に行なっている。
寧姫
藩主の正室。ふくが奥勤めとして江戸藩邸に入った時に仕えた。
亀三郎
藩主の嫡男で、志摩守を名乗る。正室寧姫が産んだ子。
文四郎19歳の年に、病弱を理由に廃嫡、隠居させられる。
松之丞
藩主の次男。母であるおふねが正室よりも勢力がある上、藩主自身も亀三郎よりも松之丞の方を気に入っているため、亀三郎を病弱を理由に廃嫡して、松之丞を跡継ぎにしようという一派が起こった。一方、助左衛門らは亀三郎廃嫡に反対する一派に属していた。
亀三郎が廃嫡された後、代わりに世継ぎとされて志摩守を名乗る。
おふね
江戸藩邸の奥で最も勢力をふるっている側室。松之丞を産んだ。藩主の愛妾となったふくに対しては、様々な嫌がらせを行なったと言われている。
おまん
国元にいるただ1人の側室で、城奥の権力を握る。
加治織部正（おりべのしょう）
藩主の叔父（先代藩主の末弟）で、かつては家老として藩内に産業を興し、学問を広めて善政を施いた。文四郎が3歳の頃に、まだ30代の若さで藩政から身を引き、代官町の杉ノ森御殿と呼ばれる屋敷に引きこもって人前に現れなくなった。
石栗弥左衛門から秘剣村雨を伝授された唯一の人物で、老齢の石栗に代わって、文四郎に秘剣を伝授した。
欅御殿事件の際には、当初文四郎はふく親子を横山家老の屋敷に送り届けるつもりだったが、稲垣派の警戒が厳しく、やむなく加治を頼った。加治はふく親子を保護し、横山に事件の経緯を報告した。

### 横山派
横山又助
次席家老。助左衛門や矢田らは彼に与していた。彼ら股肱の者たちが捕らえられた時には手も足も出なかったが、事件が一段落した頃に、刑の行き過ぎを執政会議で演説し、そのおかげで牧家を含む多くの家が、取りつぶしではなく家禄3分の2召し上げで済んだ。また、後に金井・青畑両村から出されていた助左衛門助命嘆願書を執政会議に提出し、牧家の家禄が元通りになった。
欅御殿事件の後、稲垣派を藩執政から一掃し（ただし、稲垣と里村以外に対しては、閉門などの軽い処分で済ましている）、自らは筆頭家老に就いた。
平田帯刀
助左衛門が切腹した政変の前は家老。政変で捕らえられ、切腹を命じられた。
兼松熊之助
政変前は中老。一族もろとも領外追放処分となった。
青木孫蔵
郷方回りの見習いとなった文四郎が、一緒に組んで村々を回ることになった先輩。30代半ば。無口だが有能な役人で文四郎も一目置いている。
初めて文四郎と金井村を巡回した時、助左衛門の助命嘆願書を金井村・青畑村の人たちが出してくれたということを教えた。そして、文四郎を横山派に誘ったが、文四郎は即答しなかった。後に稲垣派によって殺害された。

### 稲垣派
稲垣忠兵衛
元の中老で、名執政と呼ばれた。家老の里村を背後から操っている。
欅御殿事件の後、郷入り処分となった。
里村左内
助左衛門が切腹した時には次席家老。後に筆頭家老に進んだ。
欅御殿事件の後、家族共々領外永久追放となった。追放前、文四郎に対して刺客を放った。
多田左門
中老。欅御殿事件の後、100日の閉門処分を受けた。
村上七郎右衛門
御小姓組に勤める。松川道場出身。助左衛門が切腹した際、首の皮1枚を残す見事な介錯をした。
後に馬廻組に異動。横山派に属する青木孫蔵が文四郎を連れて金井村を巡回していたところに出くわし、徒党を組む真似をやめるよう青木を脅した。
欅御殿事件の時には、襲撃部隊の実行責任者だったが、文四郎と戦って二の腕を斬られて後退した。後、その責任を問われて、50日の閉門と家禄半減の処分を受けた。

### 他の重役
尾形久万喜（くまき）
大目付。辣腕との噂が高い。文四郎とは、里村の屋敷でも横山の屋敷でも対面しているが、尾形自身は中立な立場のようである。
藤井宗蔵
300石の番頭。助左衛門とは若い頃の道場仲間で、生前の助左衛門に文四郎の元服の際の烏帽子親を頼まれており、ぜひその約束を果たしたいと、文四郎と登世に願った。そして、このことについて、助左衛門が刑死したことを取り上げてとやかく言う者があればいつでも相手になると言い放った。藤井の言葉は、失意の内にいた文四郎と登世を力づけた。
文四郎の元服は、17歳の秋に実現する。文四郎が元服の際に名乗った重好（しげよし）は、藤井の名である重武の一字をもらったものである。
遠山牛之助
中老。江戸の葛西塾の元門人で、同じく元門人である学監の芝原、番頭の菰田（こもだ）らと協力して、師である葛西蘭堂を海坂藩藩校「三省館」に招いて特別講義を願った。そのとき、供として島崎与之助が3年ぶりに一時帰国して、講義の一部を担当した。
樫村弥助
郡奉行。家禄を復旧されて郷方回り見習いとなった文四郎の上司。3人いる郡奉行の中では一番人柄が良い。文四郎が就任の挨拶に訪れた時、祝福すると共に、里村家老は策略の多い人だから油断するなと諭した。
横山派かどうかは不明だが、青木孫蔵によれば、郡代の瀬尾と共に稲垣派の農政に懸念を抱いている数少ない郷方の一人。

### その他
小柳甚兵衛
ふくの父。23石で普請組に勤め、屋敷は牧家の南隣。
文四郎が助左衛門の遺骸を引き取りに行く際、自身はつとめがあって付き添えなかったものの、荷車を手配するのに奔走してくれた。また文四郎と登世が組屋敷から引っ越す際にも荷車を探してきてくれた。
後にふくが藩主の側室となったことで、80石御蔵方に出世した。
小柳ます
ふくの母。しばしば牧家に味噌や醤油、金などを借りに来て、催促しないと返さないので、登世は嫌っていた。助左衛門の通夜や葬式には顔を出さなかった。
居駒礼助
文四郎たちが学んだ朱子学を教える塾の塾長。与之助の才能を認め、江戸の葛西塾で学べるように骨を折ってくれた。
葛西蘭堂
与之助が江戸で師事した朱子学者。海坂藩を含む大名家3家の庇護を受けている。与之助の才能を高く評価している。
相羽惣六
普請奉行助役。文四郎が15歳の時、嵐で五間川が氾濫しそうになって、外出中の助左衛門の代わりに駆けつけた時、老齢の奉行の代わりに指揮を執った。遅れて到着した助左衛門が、金井村の田がつぶれるのを防ぐために、堤防の切開の場所を上流に変更するよう進言した際、即座に受け入れて、指示をし直した。
山岸重助
普請組屋敷で、牧家の北隣。助左衛門の通夜や葬儀にも出席してくれた。
文四郎が旧禄に戻されて郷方回り見習いになったことを報告に行った際、山崎の妻が、ふくの父の小柳甚兵衛が出世して組屋敷から引っ越したことと、その理由を語った。
矢田淑江（よしえ）
矢田作之丞の妻。夫が切腹した後、文四郎たちと同じ葺屋町の長屋に、盲目の義母と共に移された。淑江がいれば矢田家に養子が許されるかもしれないという意見が上層部にあったため、矢田家を去るに去れない境遇に置かれた。その鬱憤からか、野瀬との浮き名を流した。
文四郎が郷方組屋敷に引っ越して間もなく、野瀬と心中した。
野瀬郁之進（いくのしん）
矢田淑江が未亡人になって後に、足繁く通ってくる武家。正体は、300石御奏者の家の嫡男。淑江が矢田と結婚する前、野瀬が一方的に見初めて縁談を持ち込んだが、彼の両親も乗り気でなかった上、親戚が身分違い（淑江の実家は75石）を理由に反対したために破談となった。後に、淑江と心中した。
藤次郎
金井村の村役人。助左衛門が反逆の罪で捕えられた時、金井村と青畑村が助命嘆願書を提出したが、その取りまとめを行なった。
欅御殿事件の時、一時ふく親子を匿い、知り合いの船頭権六に願って城下に送り出してくれた。
磯貝主計（かずえ）
金井村の欅御殿でふくの護衛をしていた。かなりの剣の遣い手で、稲垣派が襲撃した時には、文四郎らと協力して、ふく親子を無事に藤治郎の屋敷に逃した。
北村
欅御殿の護衛。磯貝に比べると、少々血の気が多い。稲垣派が襲撃してきた時に、殺害されたと思われる。
おみち
欅御殿でふくに仕えた侍女。20歳過ぎの年頃。

## 書誌情報
- 蟬しぐれ（1988年5月11日、文藝春秋、ISBN 978-4-16-310260-3）
- 蟬しぐれ（1991年7月10日、文春文庫、ISBN 978-4-16-719225-9）
- 愛蔵版 蟬しぐれ（2016年12月14日、文藝春秋、画：蓬田やすひろ、ISBN 978-4-16-390574-7）[注 8]
- 新装版 蟬しぐれ 上（2017年1月10日、文春文庫、ISBN 978-4-16-790773-0）
- 新装版 蟬しぐれ 下（2017年1月10日、文春文庫、ISBN 978-4-16-790774-7）

## 関連書籍
- 「蟬しぐれ」と藤沢周平の世界（2005年9月15日、文藝春秋〈文春ムック〉、『オール讀物』責任編集、ISBN 978-4-16-008603-6）
- 週刊藤沢周平の世界 1号（創刊号） 蟬しぐれ（2006年11月2日、朝日新聞社）

## テレビドラマ
NHK総合「金曜時代劇」枠にて2003年8月22日から10月3日まで放送された。全7回。また、ハイビジョン版がNHK BShi「ハイビジョンドラマ館」にて2003年11月1日から11月15日まで放送された。全3回。
2006年10月2日・10月9日・10月16日（いずれも月曜）には、東北地方で午後10時（プレミアム10枠）に1週間2回分を再放送。

### キャスト（テレビドラマ）
- 牧文四郎 - 内野聖陽（子役：森脇史登）
- 岡崎せつ/牧せつ - 森洋子
- ふく - 水野真紀（子役：伊藤未希）
- 牧助左衛門 - 勝野洋
- 島崎与之助 - 宮藤官九郎（子役：遠藤雄弥）
- 小和田逸平 - 石橋保（子役：久保山知洋）
- 小和田路 - 五大路子
- 小柳甚兵衛 - 斎藤洋介
- 小柳ます - 山村美智
- 矢田淑江 - 鈴木杏樹
- 関口晋助 - 織本順吉
- 山岸昌江 - 大島蓉子
- 青木孫蔵 - 利重剛
- 布施鶴之助 - 海部剛史
- 犬飼兵馬 - 荒井紀人
- 山根清次郎 - 板尾創路
- 石栗つる - 江口ナオ
- 相羽惣六 - 野崎海太郎
- おとら - 比佐廉
- 尾形久万喜 - 常泉忠通
- 藤次郎 - 小林勝也
- 権六 - 江良潤
- 磯貝主計 - 塩見三省
- 石栗弥左衛門 - 石橋蓮司
- 矢田作之丞 - 村上弘明
- 牧登世 - 竹下景子
- 横山又助 - 柄本明
- 里村左内 - 平幹二朗
- 三宅藤右衛門 - 塚本晋也

### スタッフ（テレビドラマ）
- 原作 - 藤沢周平『蝉しぐれ』
- 脚本 - 黒土三男
- 語り - 草笛光子
- 演出 - 佐藤幹夫、田中健二
- 制作統括 - 菅野高至、秋山茂樹
- 音楽 - 小室等
- 主題歌 - 普天間かおり「遥かな愛…」
- 共同制作 - NHKエンタープライズ21
- 制作協力 - NHKテクニカルサービス、NHKアート
- 制作著作 - NHK

### 放送日程
金曜時代劇（NHK総合）
| 放送回                                                                   | 放送日          | サブタイトル | 演出     | 視聴率[8] |
| ------------------------------------------------------------------------ | --------------- | ------------ | -------- | --------- |
| 第一回                                                                   | 2003年 08月22日 | 嵐           | 佐藤幹夫 | 13.4%     |
| 第二回                                                                   | 08月29日        | 蟻のごとく   | 佐藤幹夫 | 12.8%     |
| 第三回                                                                   | 09月05日        | ふくと文四郎 | 田中健二 | 12.2%     |
| 第四回                                                                   | 09月12日        | 秘剣村雨     | 佐藤幹夫 | 12.6%     |
| 第五回                                                                   | 09月19日        | 罠           | 田中健二 | 11.8%     |
| 第六回                                                                   | 09月26日        | 逆転         | 佐藤幹夫 | 11.4%     |
| 最終回                                                                   | 10月03日        | 歳月         | 田中健二 | 11.2%     |
| 平均視聴率 %（視聴率はビデオリサーチ調べ、関東地区・世帯・リアルタイム） |                 |              |          |           |

ハイビジョンドラマ館（NHK BShi）
| 放送回 | 放送日          | サブタイトル | 備考                |
| ------ | --------------- | ------------ | ------------------- |
| 第1回  | 2003年 11月01日 | 嵐           |                     |
| 第2回  | 11月08日        | 罠           |                     |
| 第3回  | 11月15日        | 歳月         | 21:20 - 22:49に放送 |

再放送（NHK BSプレミアム）
| 放送回  | 放送日         | 備考             |
| ------- | -------------- | ---------------- |
| 第1-3回 | 2021年 3月20日 | 全3話一挙放送[9] |

### 受賞（テレビドラマ）
- 第30回放送文化基金賞 番組部門[10]
  - テレビドラマ分野 本賞（ハイビジョンドラマ館『蝉しぐれ』 第1回「嵐」）
  - 個別分野 出演者賞（内野聖陽）
  - 個別分野 演出賞（佐藤幹夫）
- 第44回モンテカルロ・テレビ祭[11]
  - ゴールデンニンフ賞 最優秀作品賞（ハイビジョンドラマ館『蝉しぐれ』 第1回「嵐」）
  - ゴールデンニンフ賞 主演男優賞（内野聖陽）
- ABU賞 テレビ：ドラマ番組部門（金曜時代劇『蝉しぐれ』 第二回「蟻のごとく」）[12]

## 映画

### キャスト（映画）
- 牧文四郎 : 市川染五郎
- ふく : 木村佳乃
- 牧助左衛門 : 緒形拳
- 登世 : 原田美枝子
- 島崎与之助 : 今田耕司
- 小和田逸平 : ふかわりょう
- 小柳甚兵衛 : 小倉久寛
- 小柳ます : 根本りつ子
- 矢田淑江 : 原沙知絵
- 矢田作之丞 : 山下徹大
- 石栗弥左衛門 : 利重剛
- 相羽惣六 : 矢島健一
- おきみ : 中村優子
- おみち：森脇英理子
- 藤次郎 : 田村亮
- 権六 : 三谷昇
- 坂本 : 深水三章
- 村上：山田明郷
- 北村 : 田中要次
- 木戸 : 不破万作
- 佐竹 : 佐藤二朗
- 関口晋助 : 大滝秀治
- 青木孫蔵 : 大地康雄
- 犬飼兵馬 : 緒形幹太
- 里村左内 : 加藤武
- 太吉 : 宇賀那健一
- 平太 : 岡野幸裕
- 弥助 : 三木秀甫
- 小助 : 蛭子能収
- 文四郎（子役）:石田卓也
- ふく（子役）:佐津川愛美
- 逸平（子役）:久野雅弘
- 与之助（子役）:岩渕幸弘
- おとら : 渡辺えり子
- 尾形久万喜 : 麿赤兒
- 磯谷主計 : 柄本明
- 矢吹蓮、藤貴子、西凜太朗、福澄美緒、芦名星　ほか

### スタッフ（映画）
- 原作：藤沢周平（文藝春秋刊）
- 監督・脚本: 黒土三男
- 製作者：俣木盾夫
- 製作統括：森隆一、島谷能成、早河洋
- エグゼクティブプロデューサー：遠谷信幸
- プロデューサー：中沢敏明、宇生雅明
- 共同プロデューサー：柴田一成、田中渉
- 協力プロデューサー：青木真樹、瀬田一彦
- ラインプロデューサー：吉田浩二
- 音楽：岩代太郎
- 美術監督：櫻木晶
- 撮影：釘宮慎治
- 照明：吉角荘介
- 録音：橋本泰夫
- 編集：奥田浩史
- 助監督：森宏治
- 装飾小道具：うてなまさたか、市丸洋
- 音響効果：伊藤進一
- 視覚効果：尾上克郎
- 衣装：斉藤育子
- スタジオ：東宝スタジオ
- 美術製作：東宝映像美術
- 製作委員会：電通、セディックインターナショナル、ケイセブン、ジェネオンエンタテインメント、東宝、テレビ朝日、朝日放送、名古屋テレビ放送、朝日新聞、東京都ASA連合会
- イメージソング：一青窈 「かざぐるま」（コロムビアミュージックエンタテインメント）

### 受賞（映画）
- 第29回日本アカデミー賞
  - 優秀作品賞
  - 優秀監督賞（黒土三男）
  - 優秀脚本賞（黒土三男）
  - 優秀主演男優賞（市川染五郎）
  - 優秀主演女優賞（木村佳乃）
  - 優秀音楽賞（岩代太郎）
  - 優秀撮影賞（釘宮慎治）
  - 優秀照明賞（吉角荘介）
  - 優秀美術賞（櫻木晶）
  - 優秀録音賞（橋本泰夫）
  - 優秀編集賞（奥田浩史）
- 第18回日刊スポーツ映画大賞・石原裕次郎賞 主演男優賞（市川染五郎）
- 第30回報知映画賞 最優秀主演男優賞（市川染五郎）

## 舞台

### 宝塚歌劇団公演
「若き日の唄は忘れじ」というタイトルで上演。
1994年 - 1995年・星組公演
宝塚大劇場と東京宝塚劇場で上演。
翌年、中日劇場で麻路さきのトップお披露目公演として再演。
脚色・演出を担当した大関弘政はこの作品限りで宝塚歌劇団を退団。
当時中学生だった映美くららは修学旅行でこの作品を観劇して宝塚歌劇を志した。
2013年・雪組公演
2月に中日劇場で上演。併演はグランド・レビュー『Shining Rhythm!』。
壮一帆と愛加あゆのトップコンビお披露目公演。
8月から9月にかけてに全国ツアーで再演。併演はロマンチック・レビュー『ナルシス・ノアールII』。
演出は大野拓史が担当。
|            | 1994年星組 | 1995年星組 | 2013年雪組 （中日劇場） | 2013年雪組 （全国ツアー） |
| ---------- | ---------- | ---------- | ----------------------- | ------------------------- |
| 牧文四郎   | 紫苑ゆう   | 麻路さき   | 壮一帆                  | 壮一帆                    |
| ふく       | 白城あやか | 白城あやか | 愛加あゆ                | 愛加あゆ                  |
| 小和田逸平 | 麻路さき   | 稔幸       | 早霧せいな              | 夢乃聖夏                  |
| 島崎与之助 | 稔幸       | 真織由季   | 沙央くらま              | 彩風咲奈                  |
| 牧助左衛門 | 夏美よう   | 鞠村奈緒   | 夏美よう                | 夏美よう                  |
| 登世       | 城火呂絵   | 城火呂絵   | 梨花ますみ              | 梨花ますみ                |

|            | 宝塚大劇場 | 東京宝塚劇場 |
| ---------- | ---------- | ------------ |
| 牧文四郎   | 湖月わたる | 神田智       |
| ふく       | 星奈優里   | 万理沙ひとみ |
| 小和田逸平 | 神田智     | 朝宮真由     |
| 島崎与之助 | 高央りお   | 彰かずき     |
| 牧助左衛門 | 万波紫帆   | 万波紫帆     |
| 登世       | 舞路はるか | 舞路はるか   |

### 大阪松竹座公演
大阪松竹座の新築開場10周年および藤沢周平の没後10年を記念して、2007年9月2日から9月24日まで大阪松竹座にて公演を行う。牧文四郎役に商業演劇初主演となる片岡愛之助、ふく役に大阪では初舞台となる相田翔子と新鮮な顔合わせとなる。

#### キャスト（大阪松竹座）
- 牧文四郎 : 片岡愛之助
- お福 : 相田翔子
- 小和田逸平：松村雄基
- 牧助左衛門 : 高橋長英
- 登世 : 星由里子
- 里村左内 : 近藤洋介
- 藤井宗蔵 : 松山政路
- 加治織部正 : 長谷川哲夫
- 小柳ます : 井上恵美子
- 矢田淑江 : 松岡由美
- 相羽惣六、犬飼兵馬 : 安藤一夫
- 矢田作之丞 : 片岡功
- 島崎与之助 : 野田晋市
- 布施鶴之助 : 佐野圭亮
- 磯貝主計 : 片岡千蔵
- 山根清次郎 : 片岡暁孝
- 里廻りの侍 : 坂本小吉
- 藤次郎 : 田畑猛雄
- 藤次郎の娘 : 泉関奈津子

#### スタッフ（大阪松竹座）
- 原作 : 藤沢周平
- 脚本 : 池田政之
- 演出 : 河毛俊作

### 明治座公演
明治座で2008年5月5日から5月29日に公演。

#### キャスト（明治座）
- 牧文四郎 : 福士誠治
- お福 : 北川弘美
- 小和田逸平: 崎本大海
- 島崎与之介: 内野謙太
- 登世: 野川由美子
- 里村左内: 横内正
- 矢田淑江: 舞風りら
- 野瀬郁之進: 河原崎國太郎
- 布施鶴之助: 荒木健太朗、ほか

#### スタッフ（明治座）
- 原作：藤沢周平
- 脚本：金子成人
- 演出：金子良次
- 主催：明治座
- 後援：テレビ朝日